# Зернь

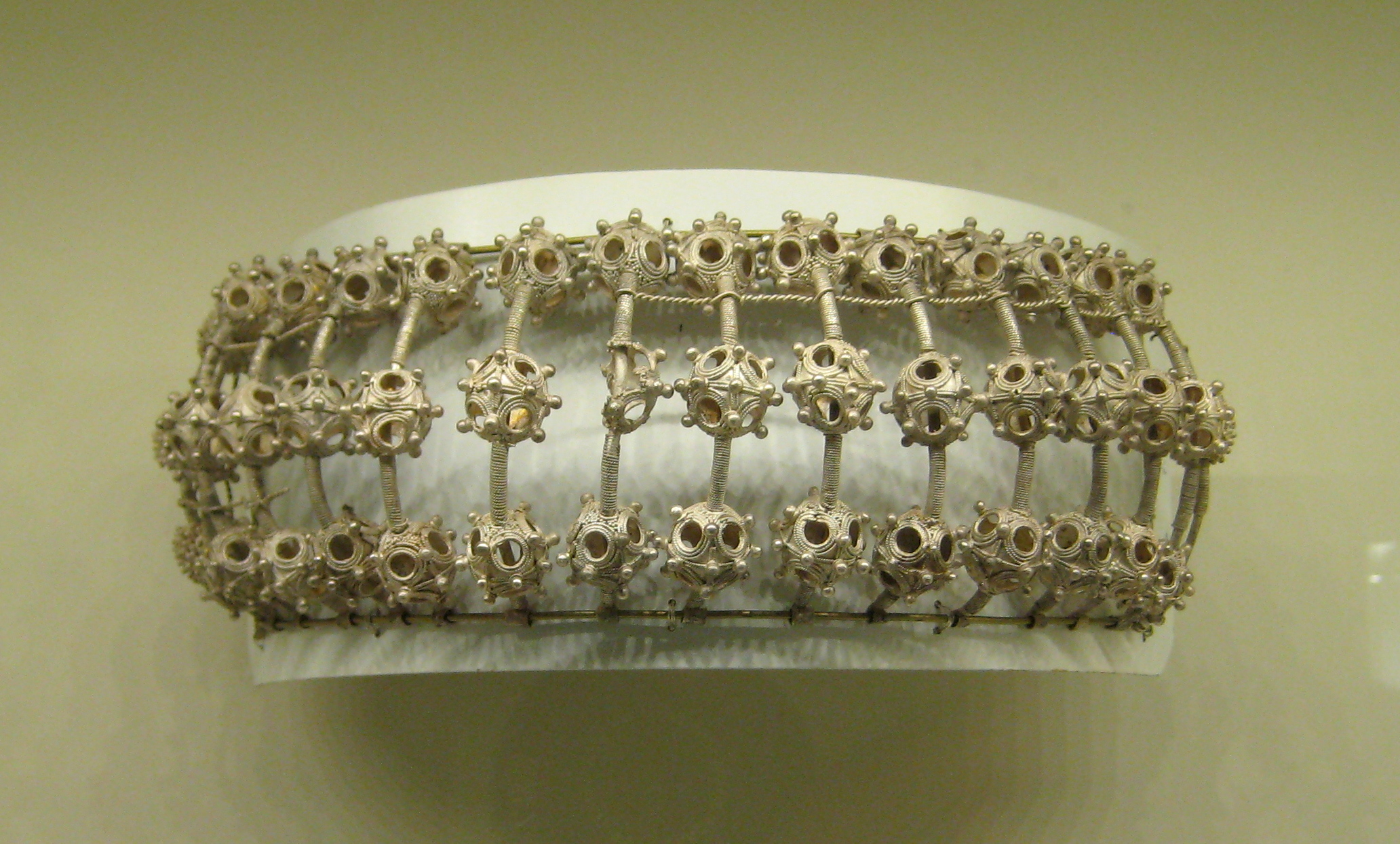
Приклад зерні на прикрасі

Зернь - дрібні золоті, платинові або срібні прикраси у формі кульок діаметром від 0,4 мм, які прикріплюють до ювелірних виробів на орнамент зі
скані. Зернь створює вигляд ефектної фактури, гру світла та тіні. Цю техніку використовували на Русі, починаючи з ІХ-Х ст., зазвичай разом з
емаллю.

## Історія
Зернь і скань відомі в інвентарі курганів доби Київської Русі починаючи з ІХ ст., і подальшому були улюбленою технікою міських ремісників. У ранній час зерню особливо старанно прикрашали срібні лунниці. На деяких з них напаяно по 2250 найдрібніших срібних зерен, кожне з яких в 5-6 разів менше головки шпильки. На 1 кв. см доводиться 324 зерна. На київських колтах кількість зерен доходить до 5000. 
У ХІІ-ХІІІ ст. зернь в містах не вивелася, але застосовувалася головним чином на колтах, іноді у вигляді суцільного покриття для променів зірок, іноді ж у
вигляді витончених бордюрів. Іноді застосовувалася зернь з перегородкою. На пластинку напаювали тонкий дріт, що створював каркас малюнка. Простір між
дротами густо засипався зерню, яка припаюється вся відразу.

## Техніка
Техніка зерні досить таки трудомістка, оскільки ювеліру необхідно зробити однакові дрібні кульки, і закріпити їх у виробі. Для виготовлення кульок необхідні
відрізки дроту однакової довжини, які поміщаються на вугільну пластину з рядами маленьких круглих ніш. Після чого кожен відрізок дроту розплавляється під
дією струменя полум'я і стікає в ніші, де і приймає форму кульки, Але є ще один спосіб отримання зерня, це розплавлення відрізків дроту в тиглі.
Одну з найважливіших ролей в техніці зерні грає припій, він повинен бути непомітний. Через те, що кульки занадто маленького розміру, то при найменшій
неуважності можна залити припоєм частину візерунка, тим самим втративши чіткість композиції. Стародавня методика правильного (невидимого) припою була
втрачена, тому тривалий час не вдавалося досягти високого рівня давніх майстрів. Завдяки радянському професору Ф. Я. Мішукову таємниця була розкрита, він
заявив, що насправді припою не було. У стародавні століття робилася спеціальна суміш з амальгами,  срібла, потовченого сусального золота й невеликої кількості ртуті, якою обробляли місце припою і нагрівали його, в результаті чого ртуть випаровувалася, а зернь міцно кріпилася на поверхні ювелірного виробу.
Така робота була дуже трудомісткою і вимагала не тільки високої кваліфікації ювелірного майстра, але і великого досвіду роботи. Тому був винайдений найпростіший метод виготовлення виробів із зерню. Тепер завдяки заздалегідь виготовленій сланцевій формі ювелірного виробу металеві кульки й скань стрічки виплавляється спільно, бо відливається вся прикраса відразу. На зовнішній вигляд воно схоже на зернь, але якщо придивитися, то можна побачити, що візерунок нечіткий.

## Покликання
- История древней Руси [Архівовано 3 жовтня 2019 у Wayback Machine.]
- Ювелирные технологии [Архівовано 11 травня 2019 у Wayback Machine.]